# GD Fabril
Grupo Desportivo Fabril is een Portugese omnisportvereniging uit Barreiro waarvan de voetbalafdeling het bekendst is. 
De club werd als Grupo Desportivo da CUF (als bedrijfsclub van zeepfabrikant Companhia União Fabril waarvan oprichter Alfredo da Silva de eigenaar was) opgericht in 1937 en was ook bekend onder de naam CUF Barreiro. In 1954 promoveerde de club naar het hoogste niveau waar het 22 jaar zou spelen. In 1965 wordt met een derde plaats de hoogste ranking behaald en de club speelde enkele keren Europees voetbal. Na de Anjerrevolutie in april 1974 werd de CUF genationaliseerd en de club zakte weg naar de lagere divisies. In 1980 werd de naam Grupo Desportivo Quimigal aangenomen. In 1992 zakt de club terug naar amateurniveau in het district Setúbal. In 2000 werd de huidige naam aangenomen.  
De thuiswedstrijden worden gespeeld in hetzelfde stadion als dat van grotere broer FC Barreirense.

## Erelijst
- Segunda Divisão: 1954
- Primeira Divisão AF Setúbal: 2000, 2003, 2007, 2014, 2019
- Intertoto Cup: 1974 (groepswinnaar)

## In Europa
#R = #ronde, T/U = Thuis/Uit, W = Wedstrijd, PUC = punten UEFA coëfficiënten .
Uitslagen vanuit gezichtspunt GD Fabril
| Seizoen | Competitie           | Ronde | Land                 | Club                 | Totaalscore    | 1e W    | 2e W    | PUC |
| ------- | -------------------- | ----- | -------------------- | -------------------- | -------------- | ------- | ------- | --- |
| 1965/66 | Jaarbeursstedenbeker | 1R    | Vlag van Italië      | AC Milan             | 2-2 BW 0-1 (U) | 2-0 (T) | 0-2 (U) | 2.0 |
| 1967/68 | Jaarbeursstedenbeker | 1R    | Vlag van Joegoslavië | Vojvodina Novi Sad   | 1-4            | 0-1 (U) | 1-3 (T) | 0.0 |
| 1972/73 | UEFA Cup             | 1R    | Vlag van België      | Racing White         | 3-0            | 1-0 (U) | 2-0 (T) | 6.0 |
|         |                      | 2R    | Vlag van Duitsland   | 1. FC Kaiserslautern | 2-3            | 1-3 (T) | 1-0 (U) | 6.0 |

Totaal aantal punten voor UEFA coëfficiënten: 8.0

## Overige sporten
In 1939 won CUF wielrenner Joaquim Fernandes de Ronde van Portugal. 
Het zaalhockeyteam werd in 1965 landskampioen.